# Фиалка холмовая
Фиалка холмовая (лат. Viola collina) — травянистое многолетнее растение семейства Фиалковые (Violaceae).

## Ботаническое описание
Многолетник 5—15 см высотой.
Облиственного стебля нет, прикорневые листья широкояйцевидные или почти округлые, с сердцевидным основанием, прилистники узкие, бахромчатые.
Цветки 2—2,5 см диаметром, пахучие, сиреневые с фиолетовыми жилками, на опушенных цветоножках, равных по длине листьям. Развиваются в пазухах прикорневых листьев.

## Географическое распространение
Распространён повсеместно на территории средней полосы европейской России. Светлые леса, кустарниковые заросли, поляны и опушки.

## Значение и применение
Второстепенный медонос, но хороший пыльценос. Пчёлы охотно посещают растения для сбора пыльцы и нектара. Масса пыльников одного цветка от 1,2 до 2,8 мг. Пыльцепродуктивность 0,4—0,9 мг. Пыльца жёлтая, мелкая. Цветёт в апреле в течение 10—15 дней. Цветок функционирует 3—5 дней.

## Гибриды
- Viola ×karakulensis Vl.V.Nikitin & O.Baranova (2007) [= Viola collina × Viola nemoralis Kuetz.]
- Viola ×matczkasensis Vl.V.Nikitin (2001) [= Viola collina × Viola mirabilis L.]
- Viola ×yurii Vl.V.Nikitin (2001) [= Viola collina × Viola riviniana Rchb.]